# غويليرمي (لاعب كرة قدم)
غويليرمي هو لاعب كرة قدم برازيلي، ولد في 3 أغسطس 2000.